# Ніл Гілевич
Ніл Симео́нович Гіле́вич (біл. Ніл Сымонавіч Гілевіч, англ. Nil Hilevich, нар.30 вересня 1931, Слобода, БРСР, пом. 29 березня 2016, Мінськ, Білорусь) — білоруський поет, професор Білоруського державного університету, автор понад 80 книжок віршів, публікацій, перекладів, один із засновників Товариства білоруської мови імені Франциска Скорини.

## Життєпис
Народився в селі Слобода Логойського району Мінської області. Навчався у Мінському педагогічному училищі (яке закінчив у 1951 році), готуючись стати вчителем. Упродовж останнього року навчання працював учителем в одній зі шкіл Мінська. Продовжив свою освіту у Білоруському державному університеті (на філологічному факультеті), який закінчив у 1956 році. Протягом 1960—1986 років працював в університеті, де згодом став професором. У 1958 році почав працювати у газеті «Звязда» (Зірка). У 1978 Гілевич вступив у Комуністичну партію.
У 1980 році став відповідальним секретарем Спілки письменників БРСР, займаючи цю посаду 9 років. 1989 року став головою Товариства білоруської мови імені Франциска Скорини. Він також був головним редактором бюлетеня Товариства «Наша слова» (Наше слово).У 1991 Ніл Симеонович отримав звання Народного поета Білорусі. Він також здобув кілька інших нагород у галузі літератури.
Перша публікація Гілевича припадає на 1946 рік. Лише через одинадцять років він видав свою збірку віршів «Песьня ў дарогу». Услід за нею у 1959 році побачила світ книжка під назвою «Прадвесьне ідзе па зямлі» (Передчуття весни іде по землі), 1961 року вийшла збірка «Неспакой», у 1965 — «Бальшак» (Битий шлях), у 1967 — «Перазовы» (Переклики), 1972 — «А дзе ж тая крынічанька?», 1976 — «Актавы», 1979 — «У добрай згодзе» і в 1987 — «Повязь».
Гілевич також опублікував ряд гумористичних і сатиричних книг, таких як:
- «Званковы валет» (Бубновий валет; 1961)
- «Да новых венікаў» (До нових віників; 1963)
- «Ці грэх, ці 2» (Чи гріх, чи два; 1970),
- «Як я вучыўся жыць» (Як я вчився жити; 1974)
- «Русалка на Нарачы» (Русалка на Нарочі; 1974).

Ніл Гілевич перекладав білоруською мовою болгарську, словенську, польську, литовську, українську і російську прозу та поезію. 
У перекладі Гілевича опубліковані вірші І. Франка, Лесі Українки, П. Тичини, М. Рильського, В. Сосюри, Д. Павличка, Б. Олійника, І. Драча, Т. Коломієць.
Він також написав поезії для дітей, як-от:
- «Сіні домік, сіні дом» (1961)
- «Зялёны востраў» (1963)
- «Добры чалавек» (1981).

1981 року його вибрані твори вийшли книжкою з двох частин. Гілевич написав кілька п'єс, опублікованих у 1980 році окремим виданням «Начлег на бусьлянци» (Нічліг в лелечому гнізді). Його роман «Перажыўшы вайну» було видано 1988 року.
Ніл Гілевич — невтомний поет із багатим доробком. Він також відомий низкою книжок літературної критики, перекладів, фольклорних досліджень, зокрема:
- «Наша родная песня» (1968)
- «Вусная народная творчасць і сучасная лірычная паэзія ўсходніх і паўднёвых славян» (1978).

19 серпня 2006 року нагороджений Орденом князя Ярослава Мудрого ІІІ ступеня — за вагомий особистий внесок у розвиток міжнародного співробітництва, зміцнення авторитету та позитивного іміджу України у світі, популяризацію її історичних та сучасних досягнень.
2009 року у Мінську вийшла книжка його вибраних творів. Видання має 600 сторінок і містить найважливіші праці Гілевича.

## Критика
Гілевича критикують за переклад українських пісень Берестейщини білоруською мовою та видачу їх за власне білоруські народні пісні (піснекрадство).